# Widłaki różnozarodnikowe
Widłaki różnozarodnikowe (Isoëtopsida) – klasa widłaków.

## Charakterystyka
Przedstawiciele tego taksonu charakteryzują się tym, że tworzą dwa rodzaje zarodników, z których wyrastają dwupienne gametofity (przedrośla). Sporofit ma skróconą, bulwiastą łodygę. Liście są długie, ostre, na górnej powierzchni mają płatowaty wyrostek zwany języczkiem. Plemniki są wielowiciowe.

## Systematyka
Pozycja w systemie Reveala
Królestwo rośliny, gromada widłaki, podgromada Lycopodiophytina, klasa widłaki różnozarodnikowe.
- podklasa: Isoetidae Reveal
  - rząd: poryblinowce, porybliny (Isoetales Prantl)

Pozycja w ([system ?)
- Rząd: † lepidofity, lepidodendrowce, łuszczydłowce (Lepidophytales, Lepidodendrales)
- Rząd: † pleurmejowce (Pleuromeiales)
- Rząd: poryblinowce, porybliny (Isoёtales)
- Rząd: widłaki nasienne (Lepidokarpales)